# Bureau of Aeronautics

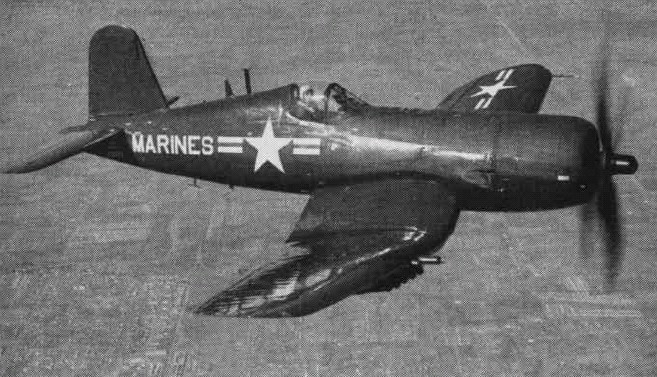
Avião Vought AU-1 Corsair de 1952, que recebia manuteção da BuAer

O Bureau of Aeronautics (BuAer) foi a organização responsável pelo suporte de material à Aviação naval da Marinha dos Estados Unidos entre 1921 e 1959. Esse bureu era responsável pelo projeto, aquisição e suporte de equipamentos para a aviação naval e sistemas relacionados. Armas aéreas no entanto, estavam sob a responsabilidade do Bureau of Ordnance (BuOrd) da Marinha.